# Golf d'Eubea del Nord
El golf d'Eubea del Nord (grec: Βόρειος Ευβοϊκός Κόλπος, Vórios Evvoikós Kolpos) és un golf del mar Egeu que separa el nord de l'illa d'Eubea de la Grècia continental. L'Eurip, un estret de poca amplada, el connecta amb el golf d'Eubea del Sud prop de Calcis. Al nord, el golf d'Eubea del Nord limita amb el golf Malíac. Fa uns 60 km de llargada i entre 10 i 20 km d'amplada, segons la ubicació. Va en diagonal de nord-oest a sud-est.

## Illes
- Lícades: Monolià, Megali Stronguilí, Mikrí Stronguilí, Stenó, Vagià, Voriàs i Limani

## Localitats costaneres
- Drossià, al sud
- Livanates, al sud-oest
- Kamena Vurla, al nord-oest
- Nea Artaki, al sud-est
- Psakhnà, al sud-est